# Suren Palav
Suren Palav fue un noble persa del siglo VI, miembro de la familia Suren; seguramente wuzurg framadar (visir/primer mninistro) con Bahram V y antepasado de Mihr-Narseh. 